# شارع قناة السويس
شارع قناة السويس أو طريق قناة السويس هو طريق مزدوج وأحد الطرق الرئيسية داخل مدينة الإسكندرية بجمهورية مصر العربية، يربط بين منطقتي محرم بك جنوب المدينة وطريق القاهرة - الإسكندرية الصحراوي، مع الشاطبي وكورنيش الإسكندرية بطول حوالي 5.5 كم، ويمر الشارع على عدة معالم رئيسية أهمها سيتي سنتر، مستشفى الشرطة، فرع أكاديمية السادات للعلوم الإدارية، مستشفى الرمد، حدائق الشلالات، مستشفى الشاطبي الجامعي، ومجمع الكليات النظرية بجامعة الإسكندرية.